# Rolls-Royce Phantom IV
El Rolls-Royce Phantom IV fue el modelo más exclusivo de Rolls-Royce y uno de los más elitistas de la historia de la automoción. Solo se fabricaron dieciocho unidades entre 1950 y 1956, diecisiete de las cuales fueron vendidas únicamente a miembros de la realeza y jefes de Estado. Dieciséis se conservan en colecciones públicas y privadas, así como en museos.
El diseño y fabricación del primer chasis no fue en la fábrica que Rolls-Royce tenía en la localidad de Crewe, sino en Clan Foundry (Fundición Clan), Belper, unas instalaciones utilizadas por la empresa desde finales de 1939 hasta 1950 y que había sido la sede de su división automovilística durante la Segunda Guerra Mundial.  Una vez acabado el conflicto armado, el departamento experimental continuaría allí hasta el cierre de esta factoría en 1950, cuando este fue trasladado a Crewe. 
También fue en el taller del departamento experimental, pero en la fábrica de Crewe, donde se hicieron los diecisiete chasis restantes, para que no interfiriesen en la producción de los otros modelos de la marca.

## Características
El Phantom IV supuso un cambio de orientación en la política del fabricante, ya que previamente había descartado producir un modelo de gran lujo tras la Segunda Guerra Mundial. El chasis se diferenciaba del de los dos primeros modelos de posguerra, el Rolls-Royce Silver Wraith y el Bentley Mark VI, por tener un bastidor de mayores dimensiones, motor con mayor cilindrada y potencia, un travesaño adicional en la viga central del bastidor y diez espárragos por cada rueda.
Para este modelo se diseñó un motor de 5675 centímetros cúbicos y 160 caballos de potencia, suficiente para mover las más de dos toneladas que pesan estas auténticas "carrozas motorizadas". Este estaba basado en un motor de ocho cilindros perteneciente a la denominada gama "B" (compuesta de cuatro, seis y ocho cilindros en línea). Concretamente era una versión mejorada de un "B80", los tres últimos de un "B81", ambos utilizados tanto en vehículos militares como industriales.
El Phantom IV es el único modelo de Rolls-Royce equipado con un motor de ocho cilindros en línea, lo que le permite recorrer largas distancias a muy baja velocidad, característica importante en un coche de Estado y de desfile, aunque también puede alcanzar una velocidad máxima de 160 km/h, según indica el velocímetro. No obstante, el automóvil no fue pensado para una conducción deportiva, su elevado peso, aún mayor si el vehículo está blindado, se pone de manifiesto sobre todo en las curvas, pudiendo dar lugar a un sobreviraje a altas velocidades. Se desplaza con facilidad a una velocidad de 90-100 km/h, pudiendo alcanzar sin esfuerzo los 140 km/h y consumiendo unos 30 litros de gasolina cada 100 km.
Las carrocerías fueron confeccionadas por carroceros especializados (en menguante número después de la guerra) y todos los capós, menos los de las unidades 15 y 18, coronados con en el Espíritu del Éxtasis en posición genuflexa, versión que ya había sido presentada en 1934 y empleada en distintos modelos. Existen algunas diferencias entre las figurillas arrodilladas de preguerra y posguerra: en las de posguerra el drapeado es menos grácil, las alas son algo más amplias y carecen de las inscripciones "C. Sykes" y la fecha "26.1.34" en la peana, ya que después de la contienda bélica empezó a fabricarlas la propia Rolls, no el estudio del escultor Charles Sykes, que las suministró hasta 1939.

### Características más destacadas
- Motor; monobloque de hierro fundido de 8 cilindros en línea de 5675 cc (diámetro x carrera: 88,8 mm x 114,3 mm) en las series A y B, con válvulas de admisión verticales y de escape 8 laterales, cilindros en cabeza de aleación de aluminio (RR.50) y alimentación por carburador Stromberg y 4 bombas de gasolina. La serie C —a la que pertenecen solamente los tres últimos Phantom IV— posee una versión potenciada de 6515 cc (diámetro x carrera: 95,25 mm x 114,3 mm). Era política de la empresa no revelar la potencia del motor, pero se le atribuye aproximadamente 160 CV, la serie C 195 CV.
- Caja de cambios de 4 velocidades, la primera sin sincronizar. Posteriormente, caja de 4 velocidades automática Hydramatic (fabricada por RR bajo licencia de General Motors) de serie a partir de la unidad 4BP5.
- Depósito de combustible trasero con capacidad para 18 galones (81,8 litros) y boca de llenado en el lateral izquierdo del vehículo, el 4AF20 y 4CS6 la tienen en la parte posterior izquierda, junto al maletero. El 4AF2 (y el desguazado 4AF6) cuenta con una boca de llenado en ambos lados y capacidad para 23 galones (104,5 litros).
- Suspensión delantera independiente con resortes helicoidales y amortiguadores hidráulicos. Suspensión trasera de amortiguadores hidráulicos y ballestas semielípticas.
- Frenos de tambor a las 4 ruedas servoasistidos. A partir de la serie C, frenos delanteros de mayor tamaño.
- Dirección de tornillo.
- Ruedas de disco de 17 pulgadas en acero con neumáticos Dunlop Fort C de 7 x 17 pulgadas en la serie A. Las series B y C montan neumáticos de 8 x 17 pulgadas.
- Velocímetro Smiths disponible en millas por hora (mph), kilómetros por hora (km/h), o con ambas unidades de medida.
- Amplio y lujoso habitáculo equipado con las últimas comodidades de la época, a discreción del comprador.
- Carrocerías de líneas clásicas, con una estética de los años 30 (excepto la unidad 4AF6). A pesar de su considerable tamaño fueron diseñadas de tal forma que resultasen proporcionadas.

Galería de imágenes
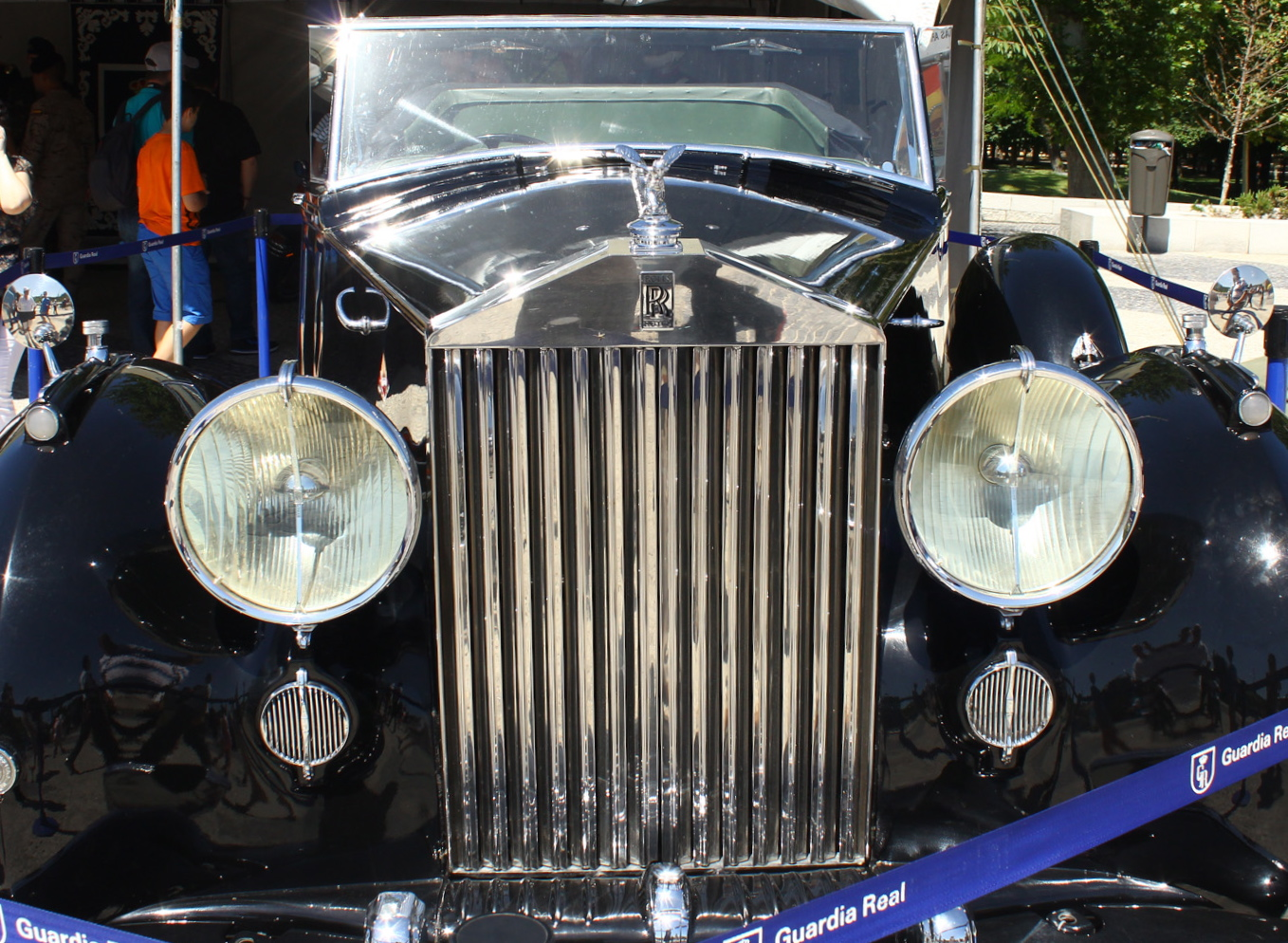
Los dos grandes faros Lucas R.100 flanqueando el emblemático radiador tipo Partenón. La parte superior y frontal de su carcasa es ligeramente convexa para lograr una apariencia rectilínea, emulando el efecto óptico utilizado por los antiguos griegos en aquel templo.[13] Chasis 4AF18.
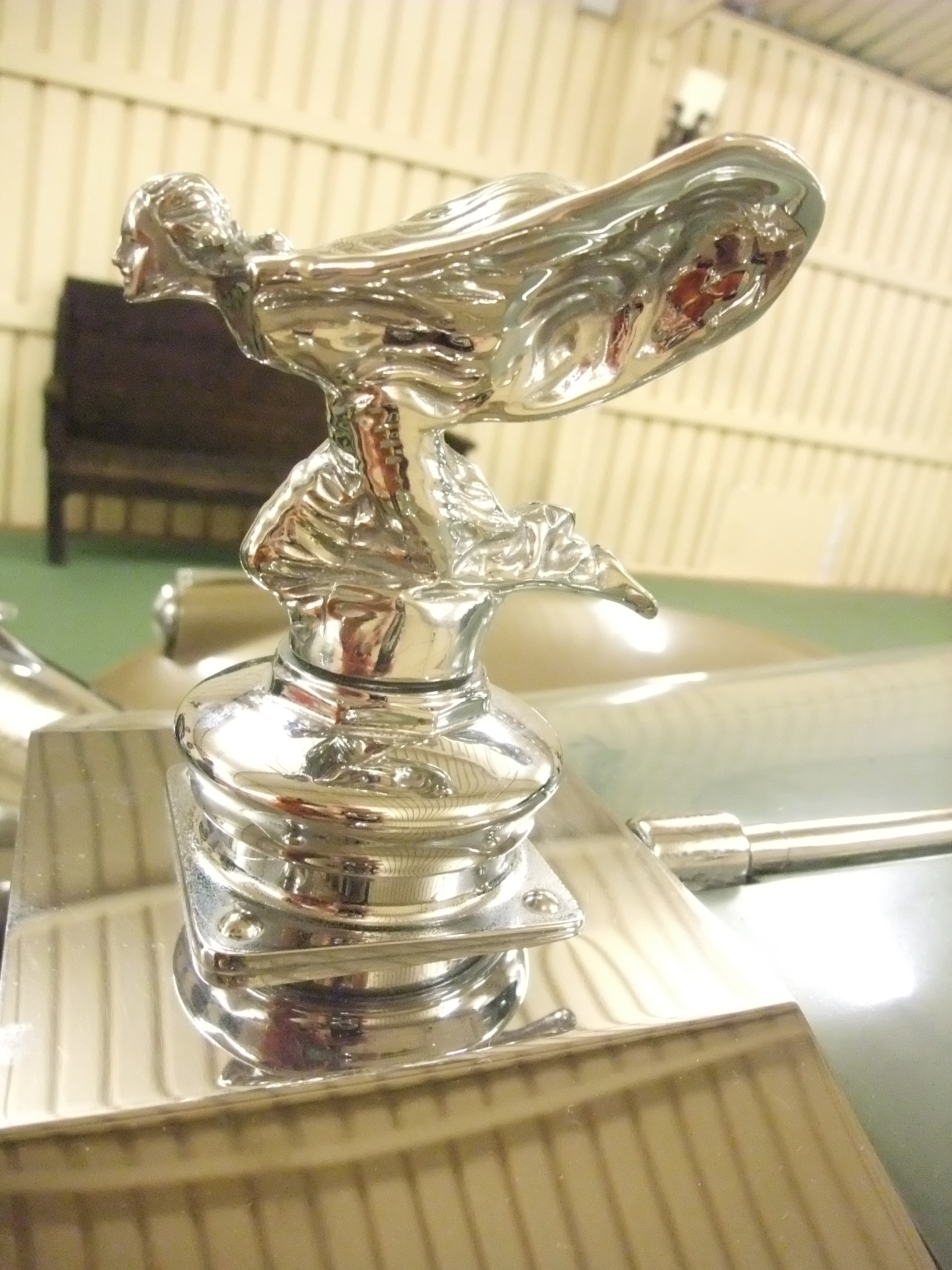
Versión arrodillada del Espíritu del Éxtasis, producida entre 1934 - 1939 y de nuevo entre 1946 - 1956. Este adorno de capó se montó en casi todos los Phantom IV. La estatuilla no está arrodillada en señal de respeto hacia los ocupantes como se ha afirmado en algunos artículos,[14][15] sino para facilitar una mejor visión al conductor del vehículo.[16] Chasis 4CS4.
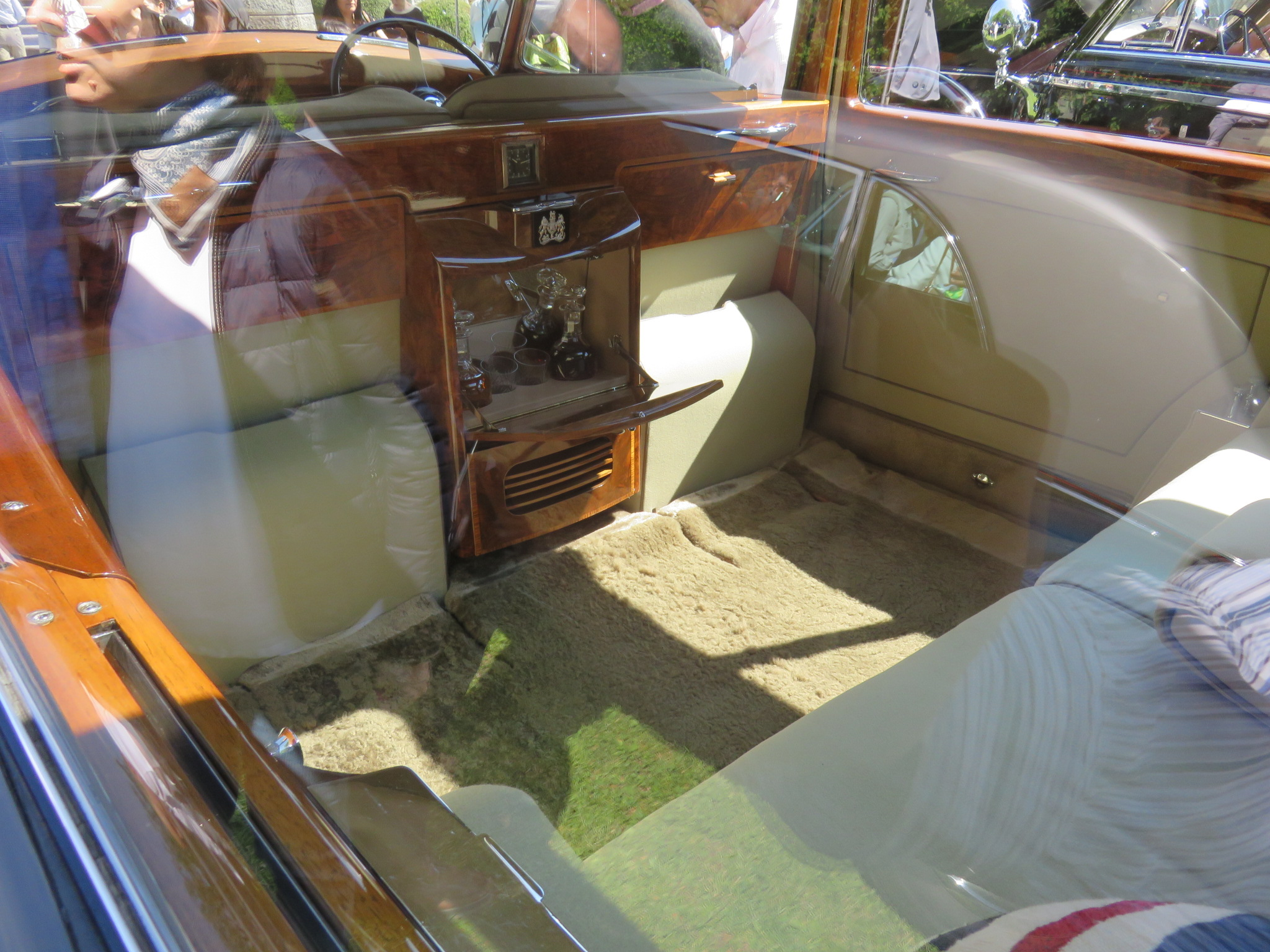
Amplio y lujoso habitáculo trasero para mayor comodidad del pasajero. En la imagen se aprecia el interior del coche que perteneció a la princesa Margarita de Inglaterra. Está equipado con mampara eléctrica, dos asientos auxiliares, bandejas abatibles, cristalero, reloj, etc. Chasis 4BP7.

## Historia y orígenes
En julio de 1938 Rolls-Royce tuvo que publicar en la prensa del motor una nota informativa desmintiendo que el Phantom III sería descatalogado en breve. La siguiente, traducida del inglés, fue publicada el 19 de julio de 1938 en la revista The Motor: 

LA COMPAÑÍA QUISIERA DESMENTIR el rumor de que el Phantom III va a ser retirado y sustituido por un modelo de 8 cilindros o con otro motor.

Sin embargo, desde 1937 se estaba desarrollando un proyecto, la "gama racionalizada" de coches, que bajo supervisión de W. A. Robotham, ingeniero jefe de la sección de chasis, tenía como fin que los distintos modelos de Rolls-Royce y Bentley (adquirida por RR en 1931) compartiesen tantos componentes del chasis como fuese posible para ahorrar en costes de producción.
Para implementar este plan de racionalización, se fabricaron varios prototipos. Uno de ellos, creado en 1939, era una limusina Rolls-Royce (chasis 30-G-VII) de siete plazas carrozada por Park Ward y equipada con la versión de ocho cilindros en línea de la nueva gama racionalizada de motores de gasolina diseñada por Charles Jenner, denominada como la gama "B" hacia 1943. Este automóvil, germen del Phantom IV, fue llamado inicialmente Silver Wraith 80 y después Silver Phantom, aunque pronto fue conocido por el apelativo de Big Bertha.
Asimismo, en 1939 y antes del inicio de la Segunda Guerra Mundial, se había montado un motor de ocho cilindros en línea en dos Bentley Mark V como parte del programa de pruebas. El primero de esos dos chasis experimentales, el 11-B-V con carrocería sedán de Park Ward y equipado con una versión potenciada del motor de ocho cilindros de 6,3 litros, fue llamado oficialmente Comet (Cometa), pero su rendimiento y velocidad le valió el apodo de Scalded Cat (Gato Escaldado). Esta unidad en concreto jugaría posteriormente un papel crucial en la decisión de crear el Phantom IV.
En efecto, en 1948 el príncipe Felipe, duque de Edimburgo, oyó hablar del "Gato Escaldado" y preguntó si podía probarlo. La compañía accedió y se lo prestó durante una semana. Con este vehículo de pruebas recorrió grandes distancias, quedando tan complacido que preguntó si sería posible que le fabicasen un chasis similar por encargo suyo y de la princesa Isabel. Poco tiempo después de haberlo conducido, el 15 de noviembre de 1948 Rolls-Royce recibía el pedido de una limusina a través de The Car Mart Ltd., un concesionario oficial de la marca en Londres. En un principio se pensó en fabricar este único Phantom IV, que se convertiría en el primer Rolls-Royce de las caballerizas reales (Royal Mews).
El fabricante, consciente de que Daimler tenía entonces la autorización real para el suministro de automóviles desde 1900, se aseguró de hacer el mejor coche posible con los medios a su alcance. Los directivos de la compañía ya habían pensado en un sucesor para el Phantom III, pero les preocupaba que un automóvil de grandes dimensiones y elevado precio no tuviese demanda en la depauperada economía de posguerra.

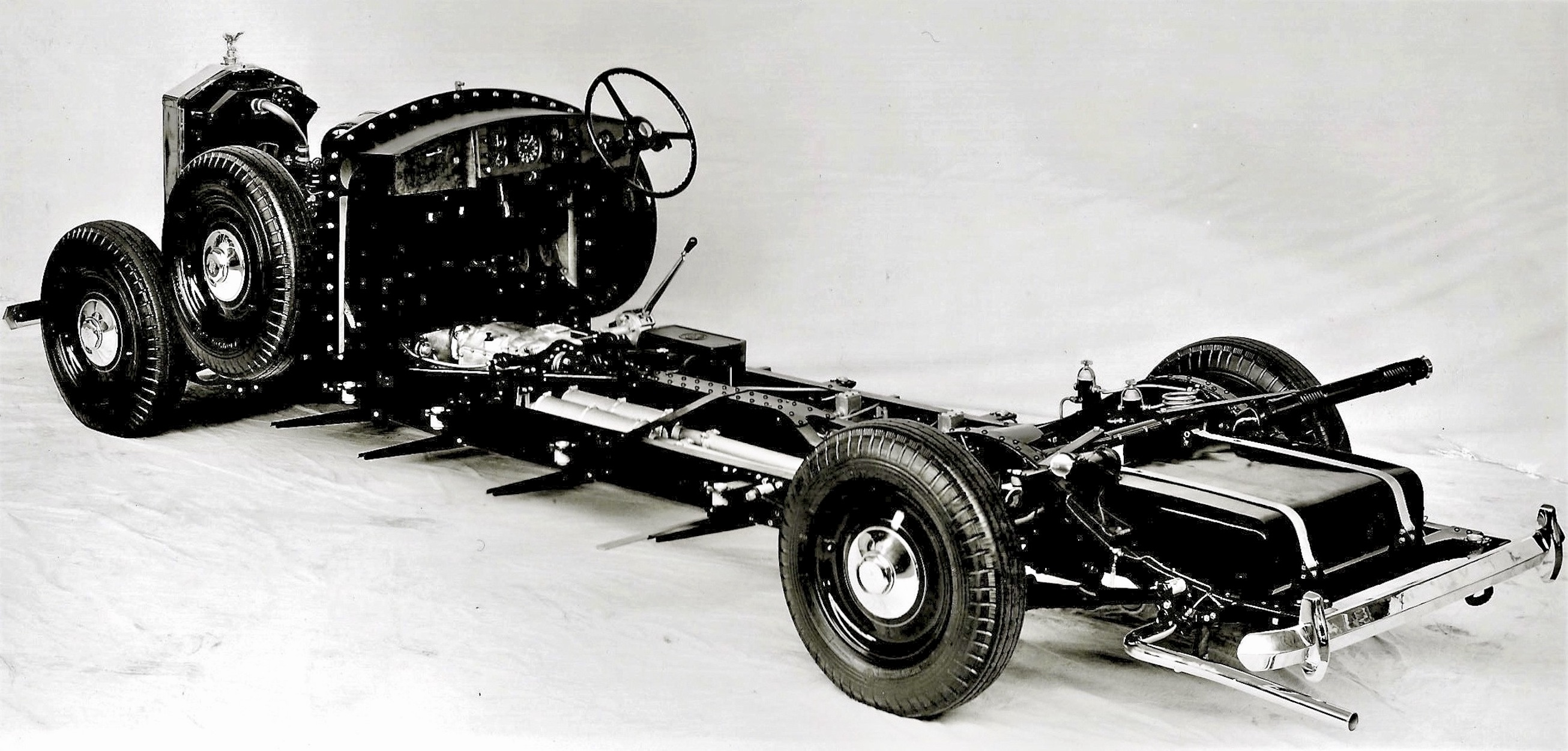
Chasis del primer Phantom IV antes de la confección de la carrocería, 1949. Catálogo "T.S.D. Publication 244" (1950).

El duque de Edimburgo aceptó el diseño que el carrocero H. J. Mulliner & Co. había remitido previamente a Rolls-Royce para su aprobación, de modo que el 20 de julio de 1949 se envió al susodicho carrocero el chasis 4AF2, construido bajo el nombre en clave de Nabha para proteger la identidad de los egregios clientes. El duque mostró gran interés por la carrocería, consultando con el carrocero diversos detalles. Una vez terminada la unidad, fue enviada a The Car Mart el 6 de julio de 1950 y su entrega vino acompañada de un comunicado por el que se informaba que el Phantom IV había sido "diseñado a petición particular de Sus Altezas Reales, la Princesa Isabel y el Duque de Edimburgo".

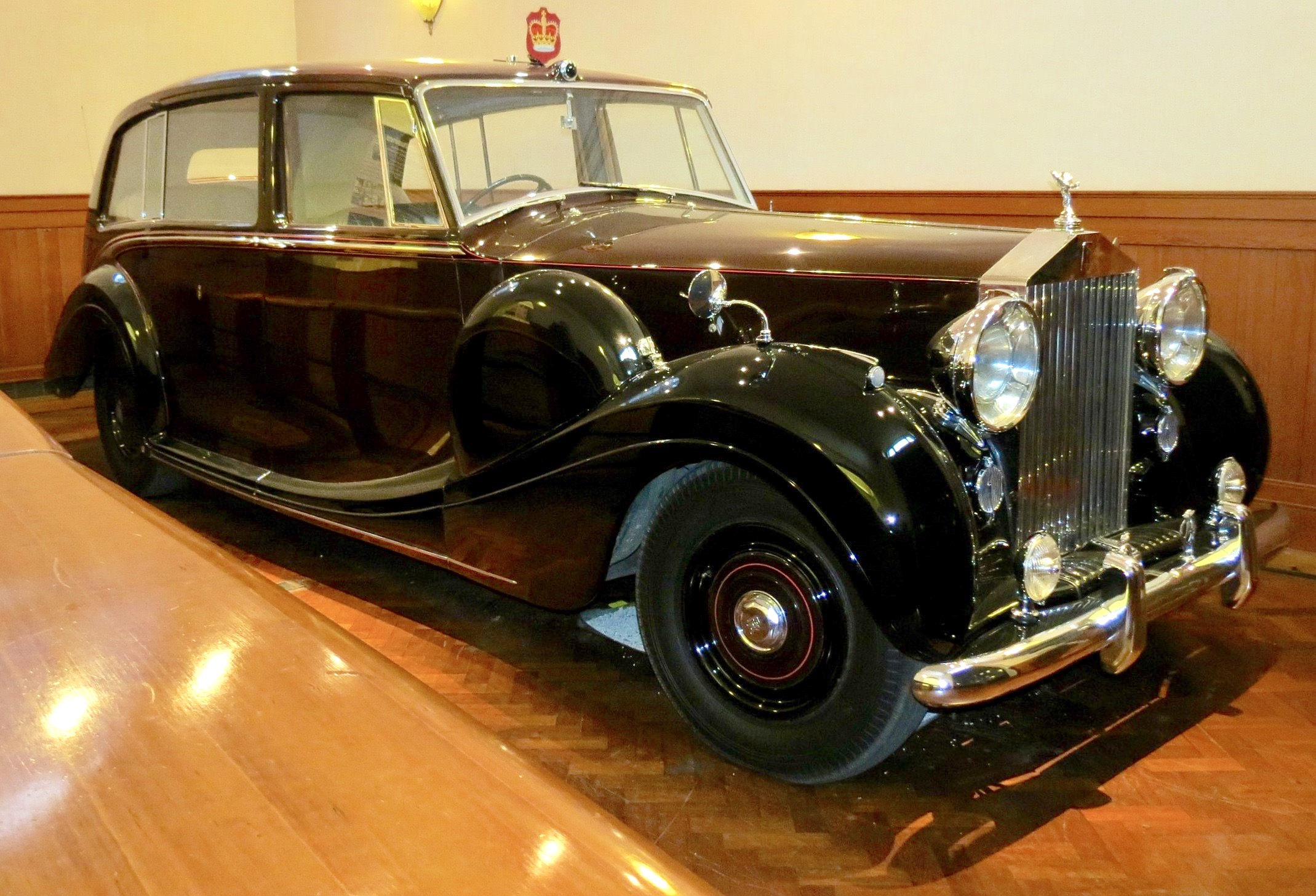
El automóvil fue repintado con los colores reales burdeos y negro en 1952. Royal Mews (caballerizas reales), Londres.

Como el coche era de uso privado cuando se entregó al matrimonio, este fue pintado de verde. Posteriormente, la limusina se convirtió en coche de Estado cuando la princesa Isabel subió al trono en 1952; y como tal, fue repintado con los colores reales burdeos y negro. Actualmente permanece en las caballerizas reales y es utilizado ocasionalmente por la familia real británica y en actos oficiales de Estado, como por ejemplo en la boda del príncipe Guillermo y Kate Middleton en 2011 para llevar al entonces príncipe Carlos y Camila desde Clarence House a la Abadía de Westminster. 
Se desconoce cuando se tomó la decisión de vender el modelo solamente a la realeza y a los jefes de Estado, o si alguna vez existió tal política de empresa de manera oficial. Lo que si se sabe es que se llegó a la conclusión de que sería poco práctico el intentar producir más de tres al año.
Se conservan una serie de dibujos de distintos carroceros, de H. J. Mulliner en especial, que jamás llegarían a materializarse. Los diseños propuestos por Mulliner fueron realizados para el rey Faruk de Egipto, los marajás de Baroda y Mysore, el piloto Briggs Cunningham y el cantante James Melton. Es evidente que algunos clientes fuera del círculo de la realeza y de los jefes de Estado creyeron que el modelo estaría disponible para el público en general. Sobre como comunicó (o si lo hizo) Rolls-Royce a estas personas que no suministraría el chasis del Phantom IV para la construcción de esas carrocerías y ofrecerles otro modelo, está abierto a conjeturas.
El Phantom IV dejó de fabricarse en 1956, en años anteriores y posteriores se encargarían varios Silver Wraith para uso oficial, un modelo más rentable para la compañía. En 1952 el precio del chasis del Phantom IV era de £3.500, con carrocería de limusina ascendía a £7.000, una cantidad muy elevada para la época, pero con solo dieciocho unidades producidas en seis años, de las que se vendieron diecisiete, la empresa nunca tuvo gran margen de beneficios con el ultra exclusivo modelo. Si bien contribuyó a reforzar la imagen de prestigio que la firma inglesa buscaba.

## Las tres unidades del Ejército de Tierra de España
Según Carmen Franco, la idea de adquirir unos coches de Estado apropiados surgió de Fernando Fuertes de Villavicencio, nombrado segundo jefe e intendente general de la Casa Civil de Su Excelencia el Jefe del Estado en 1948. Este propuso Rolls-Royce al general Franco, quien al parecer se limitó a decir que los comprara si los consideraba necesarios.

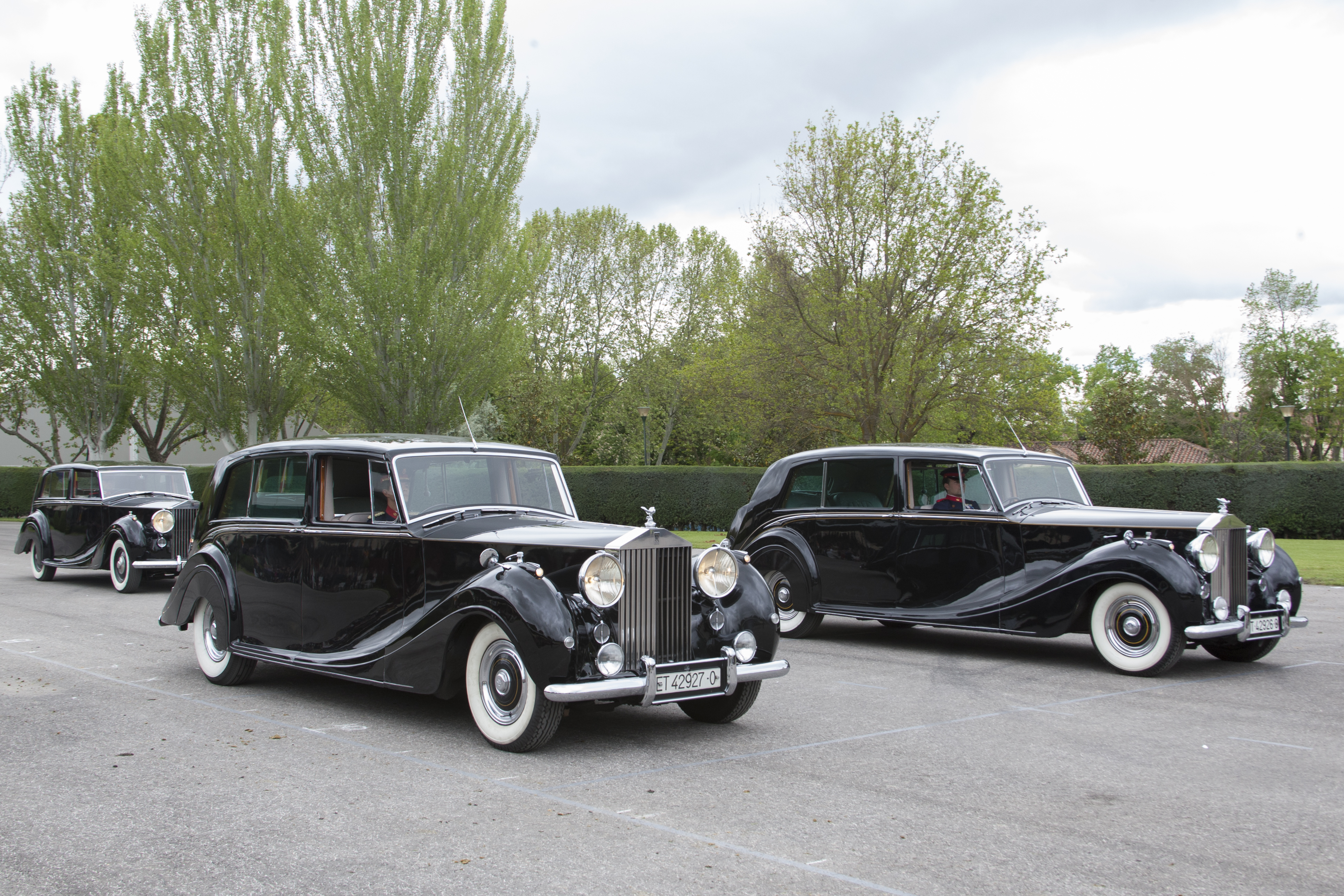
Las dos limusinas en los acuartelamientos de la Guardia Real en El Pardo. La 4AF14 a la izquierda y la 4AF16 a la derecha de la imagen.

El encargo, compuesto de dos limusinas y un descapotable blindados, se formalizó el 18 de octubre de 1948 en Carlos de Salamanca S. A., un concesionario oficial de la marca con tienda en la Avenida José Antonio 61 (hoy Gran Vía), que tramitó la importación y entrega de los vehículos en Madrid. En el citado pedido no se especificó modelo alguno, por esa fecha ni siquiera existía el Phantom IV.
El Ministerio de Relaciones Exteriores y de la Mancomunidad de Naciones recomendó a la casa que no rechazase el pedido, de modo que esta optaría, llegado el momento, por su nuevo modelo como opción más viable, ya que el pesado blindaje habría sobrecargado el chasis con motor de seis cilindros del Silver Wraith, un modelo de menor cilindrada, potencia y tamaño.
El carrocero recomendado por Rolls-Royce para este encargo fue H. J. Mulliner, cuyo blindaje estándar resultó ser inadecuado al ser fácilmente atravesado por balas durante las pruebas llevadas a cabo en España por militares. Entonces English Steel Corporation (Corporación Inglesa del Acero) proveyó un blindaje alternativo, al cual Bill Allen, del departamento de diseño de Rolls, procedió a disparar con un rifle, pero el resultado tampoco fue satisfactorio al provocar varios agujeros. Finalmente, el Gobierno español suministró muestras del blindaje deseado, que en este caso si pasaron todas las pruebas a las que fueron sometidas, por lo que English Steel Corporation adaptó sus planchas a las especificaciones requeridas por España.
Sin pretenderlo, el triple encargo que el Estado español hizo en octubre de 1948, sumado al de la princesa Isabel y el duque de Edimburgo en noviembre de ese mismo año, contribuyó a dar un impulso decisivo a la existencia del modelo, tal y como afirma el historiador del automóvil Ramón Roca Maseda en su artículo de 2014, "Las carrozas del Estado español, los Rolls Royce Phantom IV".

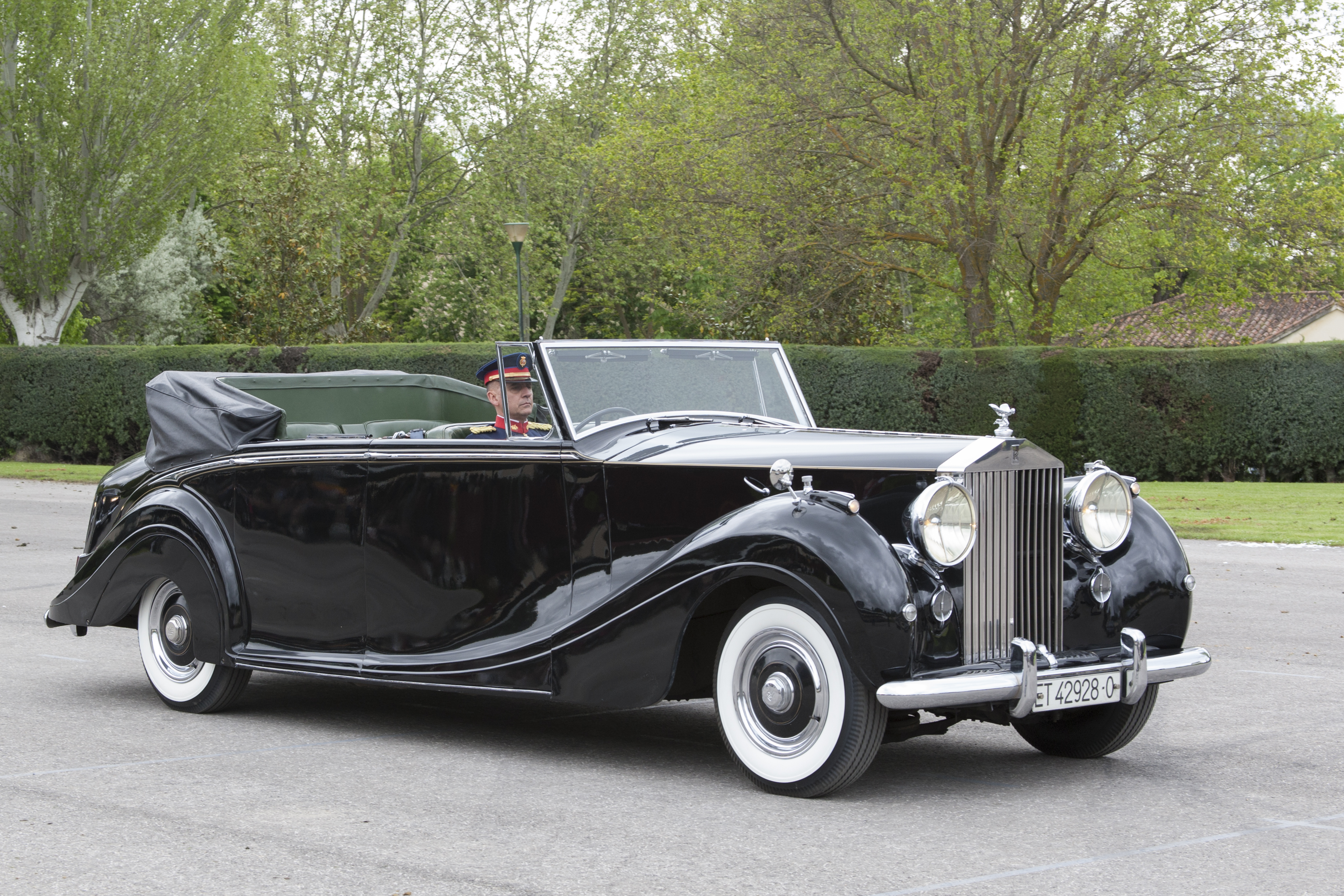
El 4AF18, uno de los tres descapotables que se hicieron en total.

Se tardaron más de tres años en entregar los automóviles desde su fecha de encargo. Los chasis 4AF14 y 4AF16 fueron enviados a Mulliner para la construcción de sus respectivas carrocerías el 2 de marzo de 1951, el 4AF18 el 3 de abril de 1951. En España fueron recibidos por Carlos de Salamanca S. A. en el siguiente orden; la unidad 4AF18 el 28 de marzo de 1952, la 4AF14 el 23 de junio de 1952 y la 4AF16 el 11 de julio de 1952. 
Luego la antigua Dirección General de Transportes del Ministerio del Ejército entregaría cada uno de ellos a la Casa Militar de S. E. el Jefe del Estado, en virtud de lo ordenado por el ministro del Ejército. Las dos limusinas 4AF14 (matrícula ET-42927-O) y 4AF16 (ET-42926-O) son muy similares, aunque la primera es de cinco plazas (una es un asiento plegable) y la segunda es de seis (de las cuales dos son asientos plegables). La unidad 4AF18 (ET-42928-O) de 4 plazas es la descapotable, y reemplazó al Hispano-Suiza J12 utilizado desde 1938. Las tres matrículas del Ejército de Tierra (siglas ET) fueron asignadas el 22 de marzo de 1963.

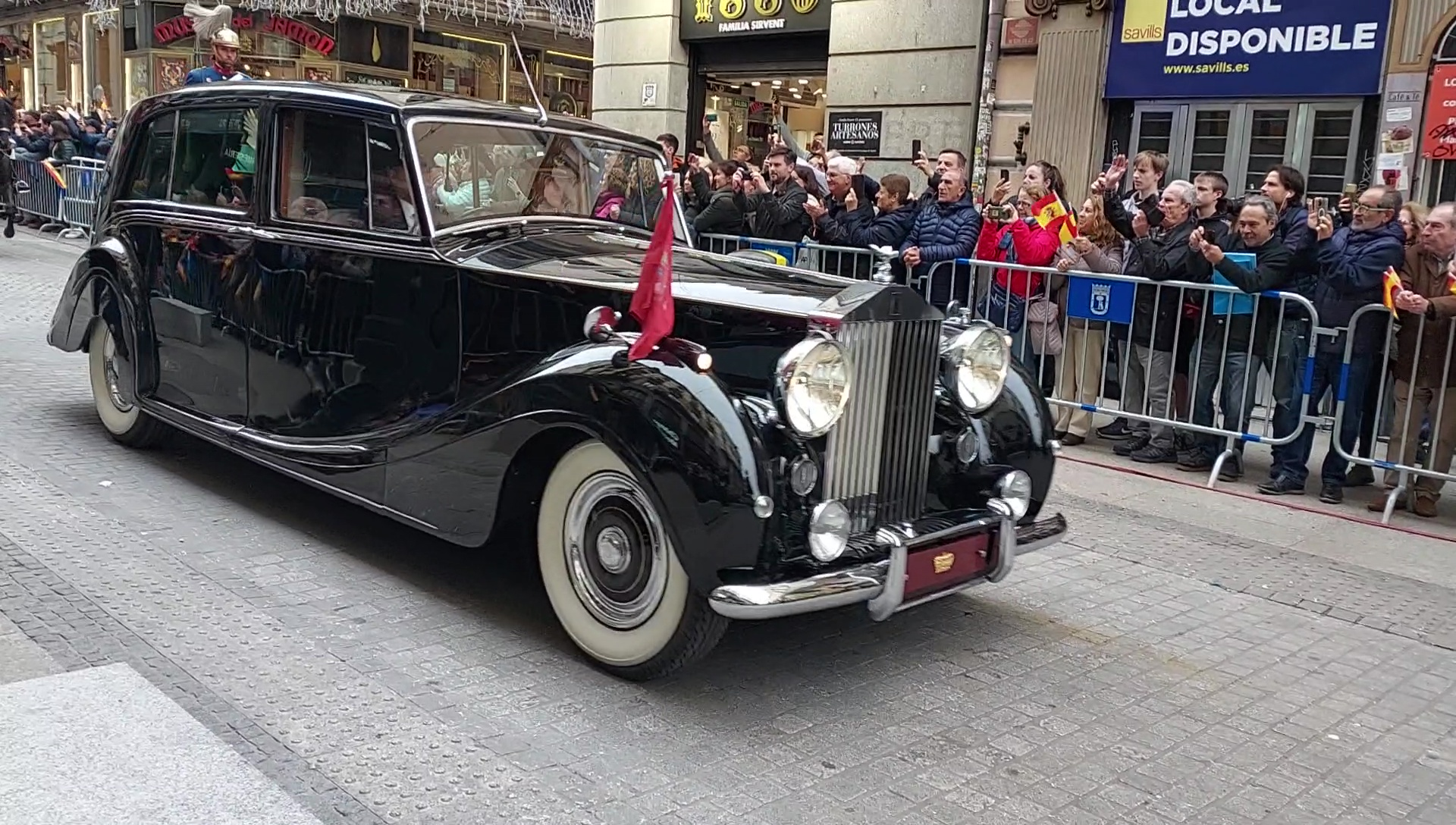
Cuando el rey Felipe VI y jefes de Estado extranjeros en visita oficial utilizan el Phantom IV, se sustituye la matrícula militar por una placa rojo carmesí con corona real, el color de las armas del actual monarca.

Los coches siempre han sido propiedad del Ejército de Tierra de España, ni de Franco, ni de Patrimonio Nacional, ni de la familia real española, y desde sus fechas de entrada en servicio en 1952 han servido como vehículos de alta representación a la jefatura del Estado. La unidad 4AF14 es la empleada con mayor frecuencia en visitas oficiales de Estado, mientras que la 4AF16 suele ser la asignada al monarca; utilizada en actos de importancia institucional, como la apertura de cada legislatura en el Congreso de los Diputados, la constitución del nuevo Gobierno, o en el desfile y los actos del 12 de octubre, Día de la Hispanidad.
Las dos limusinas se custodian en los cuarteles "La Reina" y "Príncipe de Asturias", prestando servicio con ellas la Compañía de Transportes del Grupo de Logística de la Guardia Real. El descapotable se encuentra expuesto en el cuartel "El Rey", concretamente en la Sala Histórica de la Guardia Real, donde se exponen vehículos históricos y de representación. Todos ellos situados en el acuartelamiento de la Guardia Real en el barrio de El Pardo, Madrid.

## Tabla de las 18 unidades
| N.º de Chasis | N.º de motor | Primer propietario/usuario                                                                             | Carrocero      | Tipo de carrocería           | Número de carrocería/diseño | Color de fábrica                                                                                       | Tapicería                                                                      | Fecha de entrega                                               | Otros datos | Fotografía de la unidad |
| ------------- | ------------ | --- | -------------- | ---------------------------- | --------------------------- | --- | ------------------------------------------------------------------------------ | -------------------------------------------------------------- | --- | ----------------------- |
| 4AF2          | P1A          | Princesa Isabel y el príncipe Felipe, duque de Edimburgo                                               | H. J. Mulliner | Limusina de 7 plazas         | 5034 / 7162                 | Verde oscuro con una franja roja a cada lado; repintado con los colores reales burdeos y negro en 1952 | Asientos delanteros: Retapizados en paño azul marino, traseros: Paño gris      | 6 de julio de 1950                                             | Techo solar. El asiento trasero se puede desplazar hacia adelante mediante una manivela. Equipado con caja de cambios automática en 1955. |                         |
| 4AF4          | P2A          | Rolls-Royce Ltd.                                                                                       | Park Ward      | Camioneta                    | ~                           | Gris                                                                                                   | ~                                                                              | 1 de octubre de 1950                                           | Vehículo de pruebas y de reparto utilizado por la fábrica. En 1952 le instalaron el motor B81 de 6515 cc y caja de cambios automática. Desguazado a finales de 1963. |                         |
| 4AF6          | P3A          | Mohamed Reza Pahlevi, sah de Persia                                                                    | H. J. Mulliner | Descapotable de 4 plazas     | 5077 / 7205                 | Celeste metalizado                                                                                     | Cuero blanco                                                                   | 8 de marzo de 1951                                             | El único P. IV que no tenía los dos faros delanteros exentos Lucas R.100 (fabricados especialmente para RR), sino insertados como los del Silver Dawn. Devuelto a Rolls Royce en 1959, que desguazó el chasis, la carrocería se vendió por separado y se montó posteriormente sobre el chasis (3BT15) de un Phantom III. |                         |
| 4AF8          | P4A          | Abdullah III Al-Salim Al-Sabah, emir de Kuwait                                                         | H. J. Mulliner | Sedán de 5 plazas            | 5153 / 7206                 | Azul de medianoche y naranja claro                                                                     | Cuero beige                                                                    | Julio de 1951                                                  | No presenta la mampara entre los asientos delanteros y traseros. |                         |
| 4AF10         | P5A          | Príncipe Enrique, duque de Gloucester                                                                  | Hooper         | Limusina de 7 plazas         | 9663 / 8292                 | Negro                                                                                                  | Cuero marrón                                                                   | 1 de septiembre de 1951                                        | Techo solar. Apareció en dos películas de 1966: "Arabesco" y "Fumo di Londra". |                         |
| 4AF12         | P6A          | Lord Ernest Hives, presidente de Rolls-Royce Ltd., luego vendido a la princesa Marina, duquesa de Kent | Hooper         | Limusina de 7 plazas         | 9719 / 8307                 | Azul                                                                                                   | Asientos delanteros: Retapizados en cuero marrón. Asientos traseros: Paño gris | 1 de julio de 1951                                             | El coche fue utilizado por Hives esporádicamente, prefiriendo su Bentley R Type. Venía originariamente con una caja de cambios manual que se cambió a automática a finales de 1953, antes de venderse a la aristócrata en 1954. En la colección de Ion Țiriac, Rumanía. |                         |
| 4AF14         | P7A          | General Franco                                                                                         | H. J. Mulliner | Limusina de 5 plazas         | 5035 / 7181                 | Negro                                                                                                  | Asientos delanteros: Paño gris claro. Asientos traseros: Paño beige            | 13 de junio de 1952 (fecha de entrada en servicio: 23/06/1952) | Blindada. Reposabrazos central fijo en el asiento trasero. |                         |
| 4AF16         | P8A          | General Franco                                                                                         | H. J. Mulliner | Limusina de 6 plazas         | 5036 / 7181                 | Negro                                                                                                  | Asientos delanteros: Paño gris claro. Asientos traseros: Paño beige            | 11 de julio de 1952 (fecha de entrada en servicio: 17/07/1952) | Blindada. Reposabrazos central fijo en el asiento trasero. |                         |
| 4AF18         | P9A          | General Franco                                                                                         | H. J. Mulliner | Descapotable de 4 plazas     | 4945 / 7183                 | Negro                                                                                                  | Cuero verde                                                                    | 28 de marzo de 1952                                            | Parte trasera, bajos y laterales blindados. Reposabrazos central fijo en el asiento trasero. El único cuyas cuatro puertas no son del tipo suicida. La capota es de accionamiento eléctrico que sólo el conductor puede activar desde su posición. En 2004 con motivo de la boda del príncipe Felipe y Letizia se sustituyó la capota original por una de cristal blindado y se le instaló un sistema de climatización. Ambas modificaciones fueron hechas en España, devolviéndose posteriormente el vehículo a su estado original. |                         |
| 4AF20         | P10A         | Aga Khan III                                                                                           | Hooper         | Sedanca de Ville de 7 plazas | 9750 / 8293                 | Verde oscuro con una franja de verde más claro                                                         | Cuero rojo                                                                     | 6 de abril de 1952                                             | Entre otras comodidades, cuenta con micrófono de mano para comunicarse con el chófer y dictáfono incorporado. Expuesto en el museo Țiriac Collection. |                         |
| 4AF22         | P11A         | Príncipe Talal de Arabia Saudita                                                                       | Franay         | Descapotable de 6 plazas     | ~                           | Verde y crema                                                                                          | Cuero verde                                                                    | Junio de 1952                                                  | El único con carrocería francesa. Dispone de un sistema hidráulico que permite mover hacia adelante y girar 90 grados, tanto el asiento del copiloto como cada una de las dos mitades del sillón trasero, para mejor acceso y salida del coche. |                         |
| 4BP1          | P1B          | Rey Faisal II de Irak                                                                                  | Hooper         | Limusina de 7 plazas         | 9890 / 8361                 | Negro                                                                                                  | Cuero rojo                                                                     | 31 de marzo de 1953                                            | La serie B difiere por tener llantas más anchas de 20,32 cm. Fabricado con motivo de su coronación celebrada el 2 de mayo de 1953. Durante la Guerra de Irak, fue descubierto en mal estado en un garaje de Bagdad en la primavera de 2003. |                         |
| 4BP3          | P2B          | 'Abd al-Ilah, príncipe regente de Irak                                                                 | Hooper         | Limusina de 7 plazas         | 9891 / 8370                 | Negro                                                                                                  | Cuero celeste grisáceo                                                         | 31 de marzo de 1953                                            | Construido para la coronación de su sobrino, el rey Faisal II. Años más tarde todos los miembros de la familia real fueron asesinados durante el golpe de Estado de 1958. En esas fechas el automóvil se encontraba en Londres en el taller de Hooper para mantenimiento, finalmente fue vendido en EE. UU. Se expone en el Museo Real del Automóvil, Amán, Jordania. |                         |
| 4BP5          | P3B          | Rolls-Royce Ltd., posteriormente vendido a la reina Isabel II de Inglaterra                            | Hooper         | Landaulet de 7 plazas        | 9941 / 8399                 | Burdeos y negro                                                                                        | Asientos delanteros: Paño azul marino, traseros: paño gris                     | 1 de mayo de 1954                                              | Techo solar. Rolls-Royce reservó el coche para uso exclusivo de la reina y retuvo la propiedad del mismo hasta enero de 1959, cuando finalmente fue adquirido por la soberana. Se fabricó con ocasión del 50 aniversario de la marca 1904 - 1954, de ahí que recibiera el sobrenombre de Jubileo. Cedido en calidad de préstamo indefinido a la fundación Sir Henry Royce Memorial Foundation, Paulerspury, Reino Unido. |                         |
| 4BP7          | P4B          | Princesa Margarita, condesa de Snowdon                                                                 | H. J. Mulliner | Limusina de 7 plazas         | 5686 / 7368                 | Negro                                                                                                  | Paño beige claro                                                               | 16 de julio de 1954                                            | Debido a que la aristócrata prefería conducir ella misma en ocasiones, se especificó que la columna de dirección fuese un poco más baja que la habitual. Tanto el asiento del conductor como el trasero son regulables en altura y en longitud. Techo solar en el compartimento trasero. |                         |
| 4CS2          | P1C          | Abdullah III Al-Salim Al-Sabah, emir de Kuwait                                                         | H. J. Mulliner | Sedán de 7 plazas            | 5724 / 7376                 | Verde claro y verde blanquecino                                                                        | Cuero verde claro                                                              | Noviembre de 1955                                              | La serie C tiene los frenos de tambor delanteros más anchos y las llantas son iguales en dimensiones a las de la serie B. Cuenta con aire acondicionado refrigerado. Expuesto en el Museo Nethercutt, Sylmar, California, EE. UU. |                         |
| 4CS4          | P2C          | Abdullah III Al-Salim Al-Sabah, emir de Kuwait                                                         | H. J. Mulliner | Sedán de 7 plazas            | 5725 / 7376                 | Beige dorado y gris plateado                                                                           | Cuero beige                                                                    | Enero de 1956                                                  | Dispone de un quinto faro de color rojo sobre el parachoques delantero, que se encendía cada vez que el Jeque viajaba dentro. Las cerraduras de las puertas tienen un sistema de protección contra la arena. Expuesto en el Museo de Coches Antiguos y Clásicos Torre Loizaga, Barrio de Concejuelo, Galdames, Vizcaya, España. |                         |
| 4CS6          | P3C          | Mohamed Reza Pahlevi, sah de Persia                                                                    | Hooper         | Limusina de 7 plazas         | 10177 / 8425                | Negro                                                                                                  | Cuero gris                                                                     | 11 de diciembre de 1956                                        | La figurilla está de pie, no arrodillada. Faros antiniebla más pequeños. En 1977 se estaba reparando en el Reino Unido, tres años más tarde continuaba allí. Hubo una disputa sobre su pertenencia entre el depuesto Sha y representantes de la embajada de Irán que alegaban que pertenecía al país. Finalmente la familia Pahlevi en el exilio perdió el pleito ante los tribunales británicos. Se expone en el Museo Nacional del Automóvil de Irán, Teherán.                                                                     |                         |